# Optics
Az Optics az illinois-i I:Scintilla második nagylemeze.

## Számok
1. "Cursive Eve" - 5:33
2. "Toy Soldier" - 3:53
3. "The Bells" - 4:32
4. "Melt" - 5:22
5. "Translate" - 4:01
6. "Scin" - 4:33
7. "Machine Vision" - 4:37
8. "Havestar" - 4:37
9. "Ultravioletfly" - 4:07
10. "Silhouette" - 4:15
11. "Taken" - 4:38
12. "Salt of Stones" - 4:52

## A bónusz CD számai
1. "The Bells [Angelspit Mix]" - 4:59
2. "Scin [Clan of Xymox Mix]" - 5:33
3. "Havestar [Combichrist Mix]" - 4:41
4. "Cursive Eye [Zero Tolerance Treatment by Deathboy]" - 5:25
5. "The Bells [Ego Likeness Mix]" - 6:01
6. "Taken [En Take Mix by En Esch]" - 5:51
7. "The Bells [Interface Mix]" - 5:18
8. "Translate [Broken Reception Mix by Manufactura]" - 4:47
9. "Havestar [LA Malediction Mix by Mortis]" - 4:29
10. "Capsella [Stochastic Theory Mix]" - 4:36
11. "Scin [Tolchock Mix]" - 5:12
12. "Taken [Shaken Mix by En Esch]" - 5:28